# 木下美穂子
木下 美穂子（きのした みほこ）は、日本のソプラノ歌手。ニューヨーク在住。
鹿児島県出身。鹿児島市立宇宿小学校時代に吹奏楽部、鹿児島市立少年合唱隊に所属。私立鹿児島純心女子中学・高校卒業。大分県立芸術短期大学卒業。武蔵野音楽大学卒業。同大学院修了。二期会オペラスタジオマスタークラス修了。2001年に日本三大声楽コンクールすべてを1年で制した。

## 経歴
2001年
第70回日本音楽コンクール声楽部門第1位。松下賞。
第37回日伊声楽コンコルソ第1位。
第32回イタリア声楽コンコルソ・シエナ大賞。
2002年
サンタ・マルゲリータ市国際声楽コンクール第1位。
小澤征爾指揮『ドン・ジョヴァンニ』ドンナ・エルヴィーラでデビュー。
2003年
6月、ベオグラード国立歌劇場で『蝶々夫人』のタイトロールを演じてヨーロッパデビュー。
9月、二期会オペラ『蝶々夫人』で東京デビュー。
2007年
リチーア・アルバネーゼ・プッチーニ国際声楽コンクールで第1位。
ヴェルディ『レクイエム』にて、アメリカデビュー。
2008年
ウィグモアホールで行われたショルティ没10年メモリアルコンサートでロンドンデビュー。
2011年には、ロイヤルアルバートホールにてロンドンオペラデビューが決まっている。
ウィグモアホールで行われたショルティ没10年メモリアルコンサートでロンドンデビュー。
2017年
10月19,20日 大阪フィルハーモニー交響楽団の第512回定期演奏会に、ラドミル・エリシュカ指揮のドヴォルザーク『テ・デウム』のソプラノソロにて出演。

## 主なレパートリー
- モーツァルト
  - 『フィガロの結婚』 - 伯爵夫人
  - 『ドン・ジョヴァンニ』 - ドンナ・アンナ、ドンナ・エルヴィーラ
- ヴェルディ
  - 『イル・トロヴァトーレ』 - レオノーラ
  - 『ドン・カルロ』 - エリザベッタ
  - 『シモン・ボッカネグラ』 - アメーリア
  - 『仮面舞踏会』 - アメーリア
  - 『椿姫』 - ヴィオレッタ
  - 『レクイエム』
- プッチーニ
  - 『蝶々夫人』 - 蝶々さん
  - 『トスカ』 - トスカ
  - 『外套』 - ジョルジェッタ
  - 『修道女アンジェリカ』 - アンジェリカ
  - 『トゥーランドット』 - リュー
  - 『ラ・ボエーム』 - ミミ
- ベートーヴェン
  - 『交響曲第9番』 - ソリスト

## テレビ出演
2002年
10月、NHK衛星放送オペラ特番
2007年
1月3日、第50回NHKニューイヤー・オペラコンサート
1月14日、テレビ朝日「題名のない音楽会21」